# Viet-Muong jezici
Viet-Muong jezici (privatni kod: viem),  jedna od glavnih skupina mon-khmerskih jezika kojim govori desetak naroda i plemena u Vijetnamu, Laosu i Tajlandu. Najvažniji je vijetnamski jezik kojim se služi nešto manje od 70.000.000 ljudi. Skupina obuhvaća 10 jezika koji se granaju na pet podskupina: 
a. Chut (3) Vijetnam, Laos: arem, chut, maleng.
b. Cuoi (2) Laos, Vijetnam: hung, tho,
C. Muong (3) Vijetnam, Laos: bo, muong, nguôn.
D. Thavung (1) Tajland: aheu [thm].
E. Vijetnamski (1) Vijetnam: vijetnamski [vie].

## Vanjske poveznice
- Ethnologue (14th)
- Ethnologue (15th)